# Gastrancistrus quadridentatus
Gastrancistrus quadridentatus är en stekelart som först beskrevs av Girault 1937.  Gastrancistrus quadridentatus ingår i släktet Gastrancistrus och familjen puppglanssteklar. Inga underarter finns listade i Catalogue of Life.